# Подгороднее (Тверская область)
Подгоро́днее — деревня в Торопецком районе Тверской области. Центр Подгородненского сельского поселения.

## География
Расположена в 3 километрах к северо-западу от районного центра Торопец, на автодороге «Торопец — Плоскошь».

## История
В Списке населенных мест Псковской губернии в Торопецком уезде на почтовом тракте «Торопец — Холм» значится усадьба Подгороднее (3 двора, 16 жителей).
После революции на базе усадьбы был организован совхоз «Подгороднее». Населённый пункт так и назывался в 1930—50-е годы совхоз Подгороднее. В 1970—80-е годы — деревня Подгороднее.
В 1997 году — 237 хозяйств, 603 жителя. Центральная усадьба совхоза «Подгороднее», администрация сельского округа, средняя школа, детсад, ДК, медпункт.

## Население
Население по переписи 2002 года — 623 человека, 290 мужчин, 333 женщины.
| 2010 |
| ---- |
| 520  |

## Достопримечательности

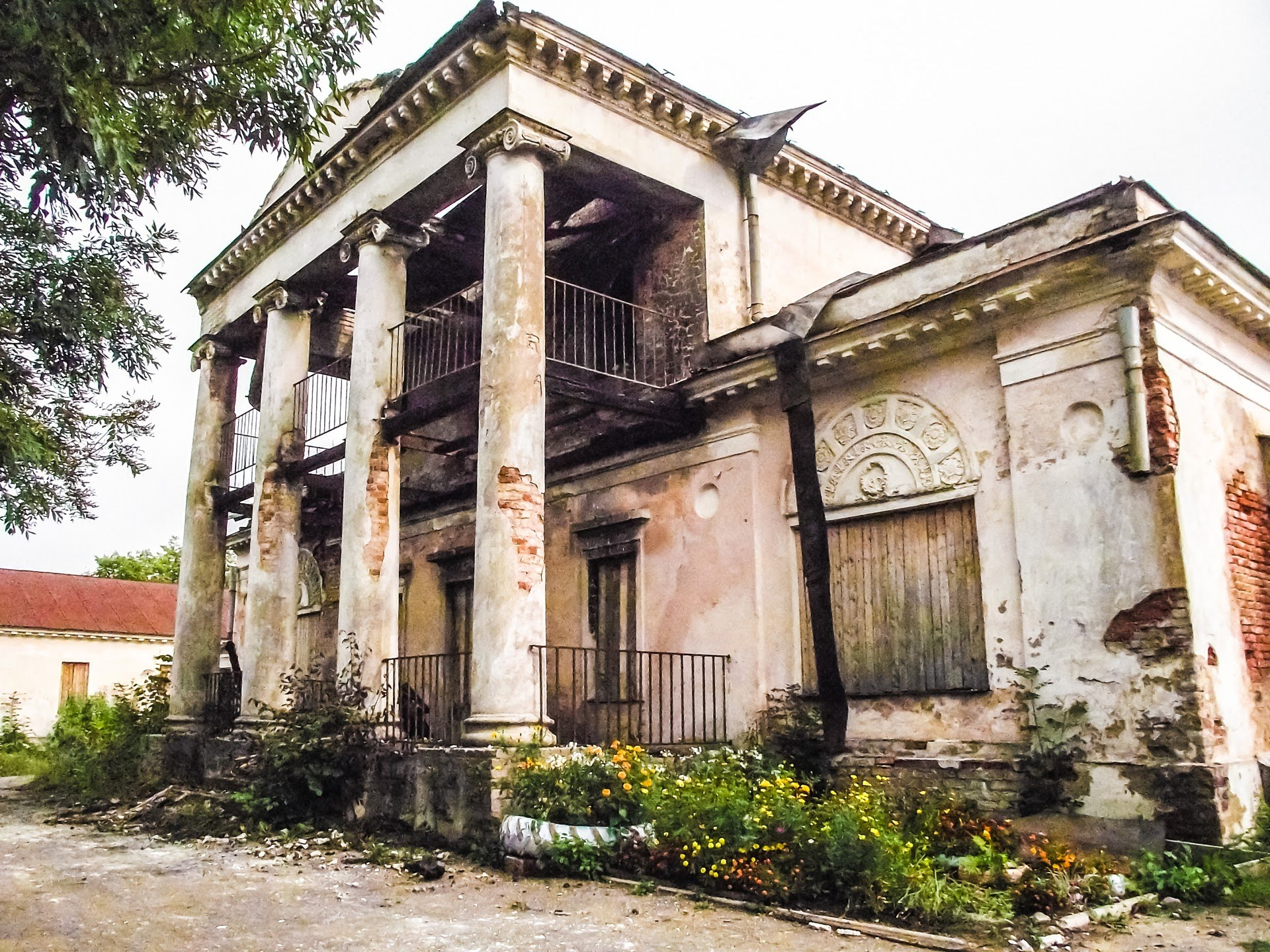
Главный дом усадьбы

- Усадебный комплекс в стиле позднего классицизма начала XIX века, парк с прудами. Главный дом усадьбы сгорел в августе 2015 года[3].
- При выезде из деревни в плоскошском направлении в 2020 году был установлен деревянный поклонный крест[4].

## Известные люди
Усадьба в Подгороднем выстроена в начале XIX в. полковником А. М. Челищевым, который был одно время уездным предводителем дворянства. Позже владельцами имения были Корвин-Круковские — близкие родственники математика и писательницы С. В. Ковалевской (1850—1891) и писательницы А. В. Корвин-Круковской (Жаклар) (1843—1887), которые неоднократно здесь бывали.